# Wyeomyia covagarciai
Wyeomyia covagarciai är en tvåvingeart som beskrevs av Sutil Oramas och Pulido F. 1974. Wyeomyia covagarciai ingår i släktet Wyeomyia och familjen stickmyggor.
Artens utbredningsområde är Venezuela. Inga underarter finns listade i Catalogue of Life.